# Ясодаман II
Вісвасена — правитель саків з династії Західні Кшатрапи, співправитель Рудрасімхи II.